# Lomanella troglophilia
Lomanella troglophilia is een hooiwagen uit de familie Triaenonychidae.